# Leptocerus tayaledra
Leptocerus tayaledra är en nattsländeart som beskrevs av Malicky 1979. Leptocerus tayaledra ingår i släktet Leptocerus och familjen långhornssländor. Inga underarter finns listade i Catalogue of Life.